# Kajak-kenu az 1952. évi nyári olimpiai játékokon
Az 1952. évi nyári olimpiai játékokon kajak-kenuban kilenc versenyszámban osztottak érmeket.

## Éremtáblázat
(Magyarország és a rendező ország eltérő háttérszínnel, az egyes számoszlopok legmagasabb értéke, vagy értékei vastagítással kiemelve.)
| Az 1952. évi nyári olimpiai játékok éremtáblázata kajak-kenuban | Az 1952. évi nyári olimpiai játékok éremtáblázata kajak-kenuban | Az 1952. évi nyári olimpiai játékok éremtáblázata kajak-kenuban | Az 1952. évi nyári olimpiai játékok éremtáblázata kajak-kenuban | Az 1952. évi nyári olimpiai játékok éremtáblázata kajak-kenuban | Olimpia  |
| --------------------------------------------------------------- | --------------------------------------------------------------- | --------------------------------------------------------------- | --------------------------------------------------------------- | --------------------------------------------------------------- | -------- |
|                                                                 | Ország                                                          | Arany                                                           | Ezüst                                                           | Bronz                                                           | Összesen |
| 1.                                                              | Finnország (FIN)                                                | 4                                                               | 1                                                               | 1                                                               | 6        |
| 2.                                                              | Svédország (SWE)                                                | 1                                                               | 3                                                               | 0                                                               | 4        |
| 3.                                                              | Csehszlovákia (TCH)                                             | 1                                                               | 1                                                               | 1                                                               | 3        |
| 4.                                                              | Franciaország (FRA)                                             | 1                                                               | 0                                                               | 1                                                               | 2        |
| 5.                                                              | Egyesült Államok (USA)                                          | 1                                                               | 0                                                               | 0                                                               | 1        |
| 5.                                                              | Dánia (DEN)                                                     | 1                                                               | 0                                                               | 0                                                               | 1        |
|                                                                 |                                                                 |                                                                 |                                                                 |                                                                 |          |
| 7.                                                              | Magyarország (HUN)                                              | 0                                                               | 2                                                               | 1                                                               | 3        |
| 8.                                                              | Ausztria (AUT)                                                  | 0                                                               | 1                                                               | 1                                                               | 2        |
| 9.                                                              | Kanada (CAN)                                                    | 0                                                               | 1                                                               | 0                                                               | 1        |
|                                                                 |                                                                 |                                                                 |                                                                 |                                                                 |          |
| 10.                                                             | Németország (GER)                                               | 0                                                               | 0                                                               | 3                                                               | 3        |
| 11.                                                             | Szovjetunió (URS)                                               | 0                                                               | 0                                                               | 1                                                               | 1        |
|                                                                 |                                                                 |                                                                 |                                                                 |                                                                 |          |
| Összesen                                                        | Összesen                                                        | 9                                                               | 9                                                               | 9                                                               | 27       |

## Érmesek

### Férfiak
| Az 1952. évi nyári olimpiai játékok érmesei férfi kajak-kenuban |                                                     |                                                        |                                                       |
| Versenyszám                                                     | Arany                                               | Ezüst                                                  | Bronz                                                 |
| C-1, 1000 m                                                     | Josef Holeček · Csehszlovákia (TCH)                 | Parti János · Magyarország (HUN)                       | Olavi Ojanperä · Finnország (FIN)                     |
| C-1, 10 000 m                                                   | Frank Havens · Egyesült Államok (USA)               | Novák Gábor · Magyarország (HUN)                       | Alfréd Jindra · Csehszlovákia (TCH)                   |
| C-2, 1000 m                                                     | Dánia (DEN) · Bent Peder Rasch · Finn Haunstoft     | Csehszlovákia (TCH) · Jan Brzák-Felix · Bohumil Kudrna | Németország (GER) · Egon Drews · Wilfried Soltau      |
| C-2, 10 000 m                                                   | Franciaország (FRA) · Georges Turlier · Jean Laudet | Kanada (CAN) · Kenneth Lane · Donald Hawgood           | Németország (GER) · Egon Drews · Wilfried Soltau      |
| K-1, 1000 m                                                     | Gert Fredriksson · Svédország (SWE)                 | Thorvald Strömberg · Finnország (FIN)                  | Louis Gantois · Franciaország (FRA)                   |
| K-1, 10 000 m                                                   | Thorvald Strömberg · Finnország (FIN)               | Gert Fredriksson · Svédország (SWE)                    | Michel Scheuer · Németország (GER)                    |
| K-2, 1000 m                                                     | Finnország (FIN) · Kurt Wires · Yrjö Hietanen       | Svédország (SWE) · Lars Glassér · Ingemar Hedberg      | Ausztria (AUT) · Maximilian Raub · Herbert Wiedermann |
| K-2, 10 000 m                                                   | Finnország (FIN) · Kurt Wires · Yrjö Hietanen       | Svédország (SWE) · Gunnar Åkerlund · Hans Wetterström  | Magyarország (HUN) · Varga Ferenc · Gurovits József   |

### Nők
| Az 1952. évi nyári olimpiai játékok érmesei női kajak-kenuban |                                |                                    |                                   |
| Versenyszám                                                   | Arany                          | Ezüst                              | Bronz                             |
| K-1, 500 m                                                    | Sylvi Saimo · Finnország (FIN) | Gertrude Liebhart · Ausztria (AUT) | Nyina Szavina · Szovjetunió (URS) |

## Magyar részvétel
Magyarországot nyolc versenyszámban tizenegy férfi és egy női, összesen tizenkét versenyző képviselte. A magyar sportolók két ezüst- és egy bronzérmet, valamint egy ötödik és egy hatodik helyet szereztek, ami tizenhét olimpiai pontot jelent.
Férfi
| Név                          | Versenyszám  | Előfutam | Előfutam | Döntő             | Döntő             |
| Név                          | Versenyszám  | Eredmény | Helyezés | Eredmény          | Helyezés          |
| ---------------------------- | ------------ | -------- | -------- | ----------------- | ----------------- |
| Parti János                  | C-1 1000 m   | 4:58,5   | 2.       | 5:03,6            | Ezüstérem         |
| Novák Gábor                  | C-1 10 000 m |          |          | 57:49,2           | Ezüstérem         |
| Bodor István Tuza József     | C-2 1000 m   | 4:51,5   | 4.       | 4:51,9            | 5.                |
| Söptei Ernő Söptei Róbert    | C-2 10 000 m |          |          | 55:35,3           | 7.                |
| Urányi János                 | K-1 1000 m   | 4:20,9   | 4.       | Nem jutott tovább | Nem jutott tovább |
| Granek István Kulcsár János  | K-2 1000 m   | 3:54,5   | 2.       | 3:55,1            | 7.                |
| Varga Ferenc Gurovits József | K-2 10 000 m |          |          | 44:26,6           | Bronzérem         |

Női
| Név              | Versenyszám | Előfutam | Előfutam | Döntő    | Döntő    |
| Név              | Versenyszám | Eredmény | Helyezés | Eredmény | Helyezés |
| ---------------- | ----------- | -------- | -------- | -------- | -------- |
| Hartmann Cecília | K-1 500 m   | 2:23,8   | 3.       | 2:23,0   | 6.       |